# 陈宽沆
陈宽沆（1881年—1917年），男，字琴舫，湖北安陆人，中国民主革命家、政治家。

## 生平
陈宽沆是陈宧的侄子，1881年生于湖北安陆。少年时就读武昌两湖书院，参加吴禄贞等人的花园山聚会，赞成革命。1904年，陈宽沆赴比利时留学，学习陆军。1905年，陈宽沆在比利时首都布鲁塞尔会见孙中山。同年陈宽沆成为同盟会驻欧洲执行小组的九名成员之一（九人为胡秉柯、史青、潘宗瑞、贺之才、魏宸组、程光鑫、陈宽沆、朱和中、孔庆叡）。
辛亥革命后，陈宽沆被孙中山任命为总统府参军。第一次世界大战期间，陈宽沆任中国赴欧洲观战团副团长，1917年被暗杀于比利时。遗体用水晶棺安葬于湖北安陆。